# Ducat d'Abrantes
El Ducat d'Abrantes va ser un títol concedit a Afonso de Lancaster, un noble portuguès mort el 1654, besnet del rei Joan II de Portugal. Aquesta distinció corresponia a l'antiga província de Ribatejo, incloent el municipi d'Abrantes.

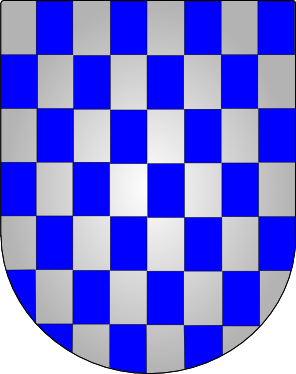
Imatge de l'escut d'armes del primer ducat.

Afonso de Lancaster va ser el primer marquès de Porto Seguro i de Sardoal. Era major de Portugal i capità general de les galeres reials de Felip IV de Castella. L'any 1642, per compensar-lo del que havia perdut a Portugal en defensa seva, se li va concedir el títol. El títol passà després als Carvajal, comtes de La Quinta de la Enjarada, i darrerament als Zuleta, comtes de Belalcázar.